# 3-karboksietilkatehol 2,3-dioksigenaza
3-karboksietilkatehol 2,3-dioksigenaza (EC 1.13.11.16, 2,3-dihidroksi-beta-fenilpropionska dioksigenaza, 2,3-dihidroksi-beta-fenilpropionatna oksigenaza, 3-(2,3-dihidroksifenil)propanoat:kiseonik 1,2-oksidoreduktaza) je enzim sa sistematskim imenom 3-(2,3-dihidroksifenil)propanoat:kiseonik 1,2-oksidoreduktaza (deciklizacija). Ovaj enzim katalizuje sledeću hemijsku reakciju
(1) 3-(2,3-dihidroksifenil)propanoat + O2 {\displaystyle \rightleftharpoons } ()-2-hidroksi-6-oksonona-2,4-dien-1,9-dioat
(2) (2E)-3-(2,3-dihidroksifenil)prop-2-enoat + O2 {\displaystyle \rightleftharpoons } ()-2-hidroksi-6-oksonona-2,4,7-trien-1,9-dioat
Ovaj protein sadrži gvožđe. Ovaj enzim katalizuje jedan korak u putu degradacije fenilpropanoidnih jedinjenja.

## Literatura
- Nicholas C. Price; Lewis Stevens (1999). Fundamentals of Enzymology: The Cell and Molecular Biology of Catalytic Proteins (Third изд.). USA: Oxford University Press. ISBN 019850229X.
- Eric J. Toone (2006). Advances in Enzymology and Related Areas of Molecular Biology, Protein Evolution (Volume 75 изд.). Wiley-Interscience. ISBN 0471205036.
- Branden C; Tooze J. Introduction to Protein Structure. New York, NY: Garland Publishing. ISBN 0-8153-2305-0.
- Irwin H. Segel. Enzyme Kinetics: Behavior and Analysis of Rapid Equilibrium and Steady-State Enzyme Systems (Book 44 изд.). Wiley Classics Library. ISBN 0471303097.

## Spoljašnje veze
- 3-carboxyethylcatechol+2,3-dioxygenase на 